# هباه پاتل
هباه پاتل (انگلیسی: Hebah Patel؛ زادهٔ ۶ ژانویهٔ ۱۹۸۹) بازیگر هندی است که بیشتر در فیلم‌های تلوگو بازی می‌کند. بعد از اینکه مدتی به عنوان مدل فعالیت کرد، اولین فعالیت خود در امر بازیگری را در سال ۲۰۱۴ با بازی در فیلم رئیس‌جمهور (به هندی: Adyaksha) شروع کرد و سپس در همان سال در فیلم تامیل ازدواج نکاح است (Marriage a.k.a Nikkah) (به هندی: Thirumanam Enum Nikkah) نقش آفرینی کرد.

## فیلم‌شناسی
فیلم
| سال  | نام فیلم           | نقش      | نکات              | مرجع.            |
| ---- | ------------------ | -------- | ----------------- | ---------------- |
| ۲۰۱۴ | رئیس‌جمهور          | آیشواریا | فیلم کنادا        |                  |
| ۲۰۱۷ | مرد خوش‌تیپ کور     |          |                   |                  |
| ۲۰۲۰ | بیشما              | سارا     | نقش کوتاه         | [ نیازمند منبع ] |
| ۲۰۲۱ | قرمز               | خودش     | حضور ویژه در آواز | [ ۲ ]            |
| ۲۰۲۲ | ایستگاه قطار اودلا | رادیکا   |                   | [ ۳ ]            |
| ۲۰۲۲ | گیتا               | گیتا     |                   | [ ۴ ]            |